# Stade Mbombela
Le  Mbombela Stadium  ou stade Mbombela est un stade qui est situé à Nelspruit (Afrique du Sud).
Il est surnommé The Giraffe Stadium ou stade Girafe pour son architecture qui fait penser aux girafes. C'est un stade multi-sports qui est retenu pour accueillir la coupe du monde de football de 2010. Il peut accueillir les compétitions de football et de rugby et fait partie d'un ensemble sportif pouvant accueillir aussi de l'athlétisme et du cricket. Il servira aussi à des manifestations autres que sportives, dans une région qui ne possédait pas de stade de cette capacité.

## Histoire
La construction a commencé en février 2007 et s'est terminée en octobre 2009. Il a une capacité de 43 589 places et est situé à sept kilomètres du centre-ville.
Le 16 mai 2010, le stade a été officiellement inauguré par un match amical entre l'Afrique du Sud et la Thaïlande. L'Afrique du Sud ayant gagné.

## Coupe du monde de football 2010
Ce stade est proposé pour accueillir des matchs du premier tour de la coupe du monde de football de 2010 :
- le 16 juin 2010 à 13h 30  Honduras 0-1  Chili (Groupe H)
- le 20 juin 2010 à 16h 00  Italie 1-1  Nouvelle-Zélande (Groupe F)
- le 23 juin 2010 à 20h 30  Australie 2-1  Serbie (Groupe D)
- le 25 juin 2010 à 16h 00  Corée du Nord 0-3  Côte d'Ivoire (Groupe G)

## Rugby au Mbombela Stadium
Les Pumas sont les principaux locataires du stade pour le rugby. Ils jouent tous leurs matchs de Currie Cup au stade, tandis que la plupart des matchs de la Vodacom Cup seront joués au Puma Stadium.
Le stade a accueilli son premier match de rugby le 27 août 2010. Les Pumas y ont affronté les Blue Bulls dans un match de la Currie Cup 2010. Les Pumas ont gagné sur le score de 22–21, (10–11 à la mi-temps).
Les Pumas ont de nouveau profité du stade lorsqu’ils ont accueilli la Western Province le 17 septembre 2010. La Western Province a remporté le match 62-10.
Les Springboks ont disputé un premier match contre l’Écosse le 15 juin 2013. Ce match était la seconde partie d’une double affiche, avec en lever de rideau un match entre les Samoa et l’Italie.
L’Afrique du Sud a accueilli le Pays de Galles au stade le 21 juin 2014 lors de la deuxième partie de la tournée sud-africaine du pays de Galles. Les Springboks ont remporté le match 31-30.